# Хрисанф (Стеллатос)
Епи́скоп Хриса́нф (греч. Επίσκοπος Χρύσανθος, в миру Гера́симос Стелла́тос греч. Γεράσιμος Στελλάτος ; род. 1952, Кампицата) — архиерей Элладской православной церкви, епископ Керницкий (с 2014), викарий Патрской митрополии.

## Биография
Родился в 1952 году в Кампицате на Кефалинии в Греции.
Окончил богословский факультет Афинского университета. Был пострижен в монашество с именем Хрисанф в монастыре Панагия Гирокомитисса.
В 1975 году митрополитом Патрским Никодимом (Валиндрасом) был хиротонисан во иеродиакона, а в 1982 году — во иеромонаха. Служил в храме Святого Нектария в Патрах.
10 октября 2014 года Священным синодом иерархии Элладской православной церкви был избран (64 голосами из 77 избирателей) для рукоположения в сан епископа Керницкого, викария Патрской митрополии (архимандрит Нектарий (Коцакис) получил 1 голос, 11 бюллетеней было пустыми и 1 — недействительный).
13 октября 2014 года в соборе Святого Андрея Первозванного в Патрах был хиротонисан в сан епископа. Хиротонию совершили: митрополит Патрский Хризостом (Склифас), митрополит Мантинейский Александр (Пападопулос), митрополит Навпактский Иерофей (Влахос), митрополит Вресфенский Феоклит (Кумарьянос), митрополит Серрейский Феолог (Апостолидис), митрополит Кавасский Эммануил (Кьяйас) (Александрийский патриархат), митрополит Этолийский Косма (Папахристос), митрополит Лефкасский Феофил (Манолатос), митрополит Фокидский Феоктист (Клукинас), митрополит Иерисский Феоклит (Афанасопулос), епископ Олейский Афанасий (Бахос) и епископ Эпидавросский Каллиник (Коробокис).